# Mościenko (jezioro)
Mościenko (niem. Most See) –  niewielkie, płytkie jezioro na Pojezierzu Łagowskim, w powiecie słubickim, w gminie Ośno Lubuskie.

## Charakterystyka
Jezioro otoczone lasami, leży w odległości około 2 km na południe, pomiędzy miejscowościami Podośno i Sienno. Jezioro leży w Zespole Przyrodniczo-Krajobrazowym „Uroczysko Ośniańskich Jezior”, Jest silnie zeutrofizowane, najbardziej we wschodniej części porośniętej roślinnością wodną.